# Władysław Bakałowicz

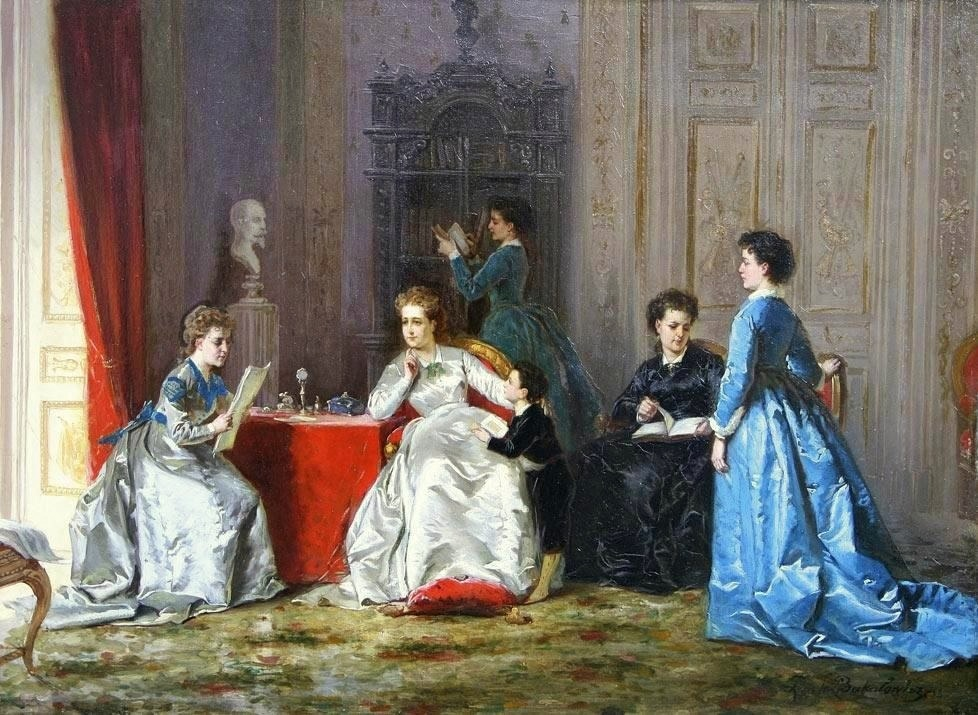
Im Salon

Władysław Bakałowicz (* 28. Mai 1833 in Chrzanów; † 15. November 1903 in Paris) war ein polnischer Genre-, Historien- und Aktmaler.
In den Jahren von 1846 bis 1852 studierte er an der Schule der Schönen Künste Warschau.
1863 ließ er sich in Paris nieder. Er wurde 1879 als Ladislaus Bakalowicz eingebürgert. Seine Malerei im akademischen Stil von Ernest Meissonier brachte ihm bald Erfolg. Neben der konventionellen Salonbildern malte er Historienbilder aus der Geschichte Frankreichs im 16. und 17. Jahrhundert, insbesondere vom Königshof während der Regierungszeit von Henri III Valois.
Er heiratete in Warschau die Schauspielerin Wiktoryna Szymanowska. Die Ehe wurde 1861 geschieden. Sein Sohn Stefan Aleksander Bakałowicz (* 1857 in Warschau; † 1947 in Rom) wurde ebenfalls Maler, studierte in Warschau und St. Petersburg, wohnte ab 1883 in Rom.